# Cantón de Monthermé
El cantón de Monthermé era una división administrativa francesa, que estaba situada en el departamento de Ardenas y la región de Champaña-Ardenas.

## Composición
El cantón estaba formado por ocho comunas:
- Bogny-sur-Meuse
- Deville
- Haulmé
- Laifour
- Les Hautes-Rivières
- Monthermé
- Thilay
- Tournavaux

## Supresión del cantón de Monthermé
En aplicación del Decreto nº 2014-203 de 21 de febrero de 2014, el cantón de Monthermé  fue suprimido el 22 de marzo de 2015 y sus 8 comunas pasaron a formar parte del nuevo cantón de Bogny-sur-Meuse.